# Hypatia (geslacht)
Hypatia is een geslacht van vlinders van de familie spinneruilen (Erebidae), uit de onderfamilie Arctiinae.

## Soorten
- H. delecta Butler, 1896
- H. melaleuca Walker, 1854